# Centrale nucleare di Cruas
La centrale nucleare di Cruas-Meysse è una centrale nucleare francese situata nell'Ardèche, sul territorio dei comuni di Cruas e Meysse, a sud di Valence (40 km), a nord di Montélimar (15 km) e a nord della centrale nucleare del Tricastin (35 km), sulla riva destra del Rodano.
L'impianto è composto da 4 reattori PWR operativi – modello CP2 – da 2 785MWt e da 956MWe. I 4 reattori CP2 di Cruas fanno parte di un programma di una serie di 10 reattori su 3 centrali, le altre due centrali sono Chinon e Saint-Laurent.

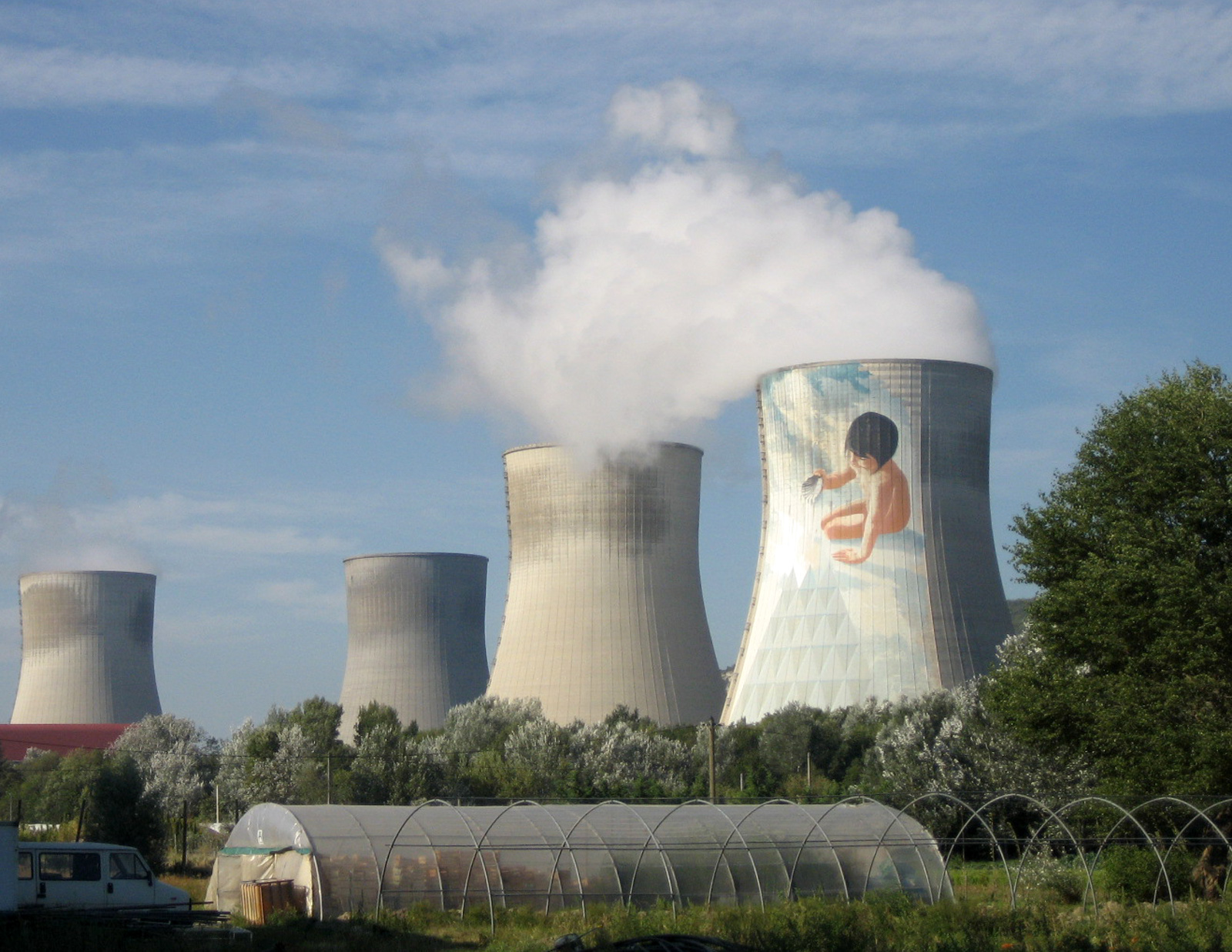
Murale della centrale di Cruas

Nel 1991, Électricité de France, Framatome e il consiglio generale dell'Ardèche si associano per realizzare un murale monumentale sul tema dell'ecologia. L'opera è realizzata da Jean-Marie Pierret su una delle torri di raffreddamento, misura 12.500 m² ed è alta 155 metri. Essa si intitola Le Verseau  e rappresenta l'archetipo dell'Aquario con i suoi due elementi fondamentali, l'acqua e l'aria; essa mostra un bambino che tiene tra le mani una conchiglia dalla quale egli versa dell'acqua su dei cristalli provocando l'evaporazione dell'acqua.